# Борриана
Борриана (итал. Borriana) — коммуна в Италии, располагается в регионе Пьемонт, в провинции Биелла.
Население составляет 849 человек (2008), плотность населения составляет 170 чел./км². Занимает площадь 5 км². Почтовый индекс — 13872. Телефонный код — 015.
Покровителем города почитается святой Сульпиций. В его честь освящён приходской храм. Празднование во второе воскресенье октября.

## Демография
Динамика населения:

## Администрация коммуны
- Официальный сайт: http://www.comune.borriana.bi.it/